# Армутлия
 Тази статия е за селото в Окръг Тулча.  За града в Трансилвания вижте Турда.  
Армутлия или Армутли (на румънски: Turda, Турда) е село в окръг Тулча, Румъния. Селото има 1260 жители (2002).

## География
Селото се намира на 10 километра северно от град Бабадаг.

## История
Запазени са сведения за дейността на училищната организация в Добруджа с протокол от 30 юли 1878, където се посочват имената на местни български първенци, натоварени с уреждането на българските училища в Бабадагското окръжие.
При избухването на Балканската война в 1912 година един човек от Армутлия е доброволец в Македоно-одринското опълчение.
След Крайовската спогодба от 1940 година по-голямата част от българските жители на селото се изселват в България.

## Личности
Родени в Армутлия
- Стоян Станков (Стефанов), македоно-одрински опълченец, 2 рота на 11 сярска дружина[3]